# Station Cuers-Pierrefeu
Station Cuers-Pierrefeu is een spoorwegstation in de Franse gemeente Cuers.